# Boston, Lincolnshire
Boston är en stad i grevskapet Lincolnshire i England. Staden är huvudort i distriktet med samma namn och ligger cirka 45 kilometer sydost om Lincoln samt cirka 47 kilometer nordost om Peterborough. Tätorten (built-up area) hade 41 340 invånare vid folkräkningen år 2011.
St Botolph's Church med ett av Englands högsta torn är stadens mest kända landmärke. Emigranter från staden har namngivit flera andra orter i världen, bland annat Boston i Massachusetts i USA.